# Dolinka Rumanowa

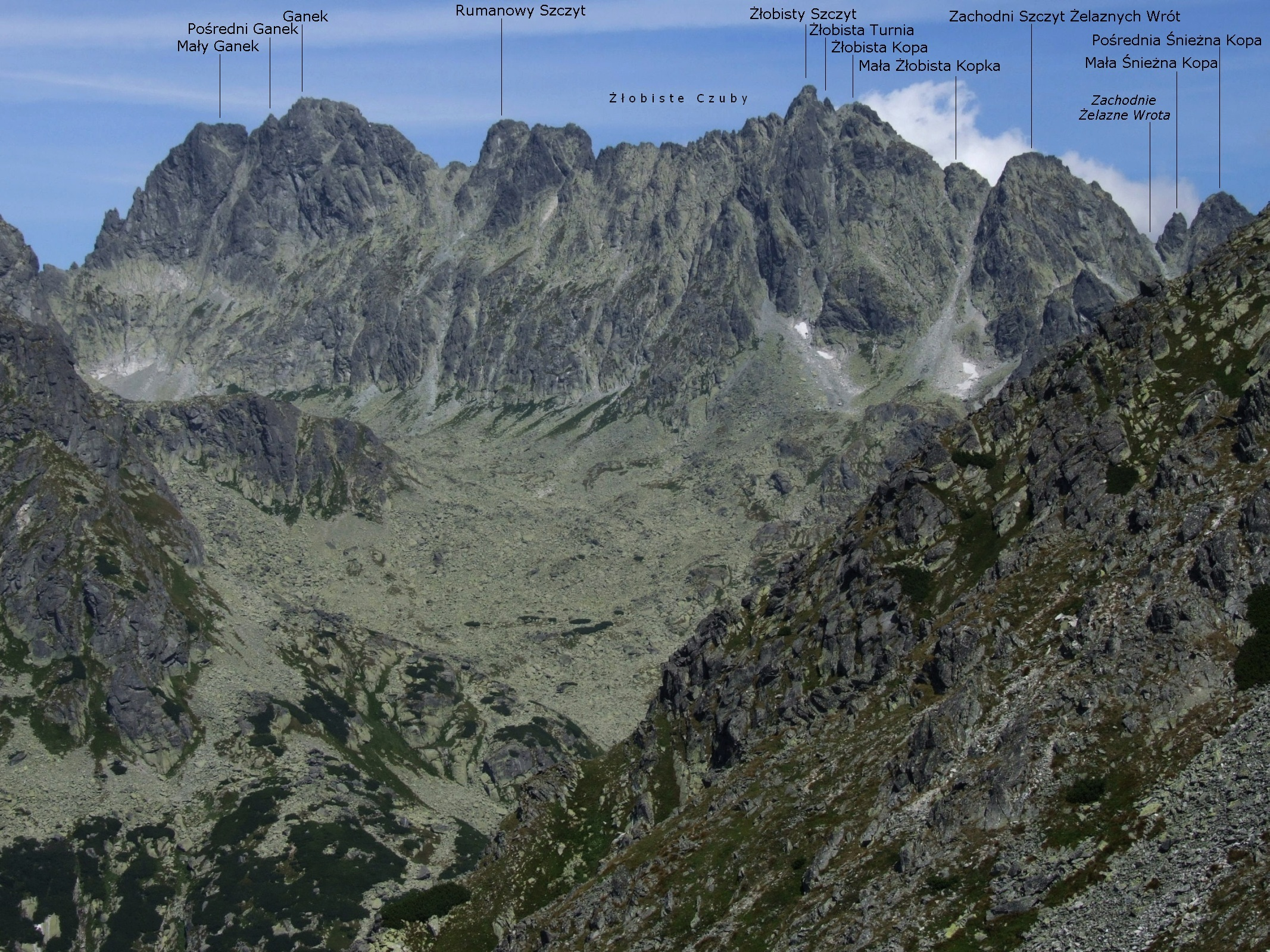
Dolinka Rumanowa

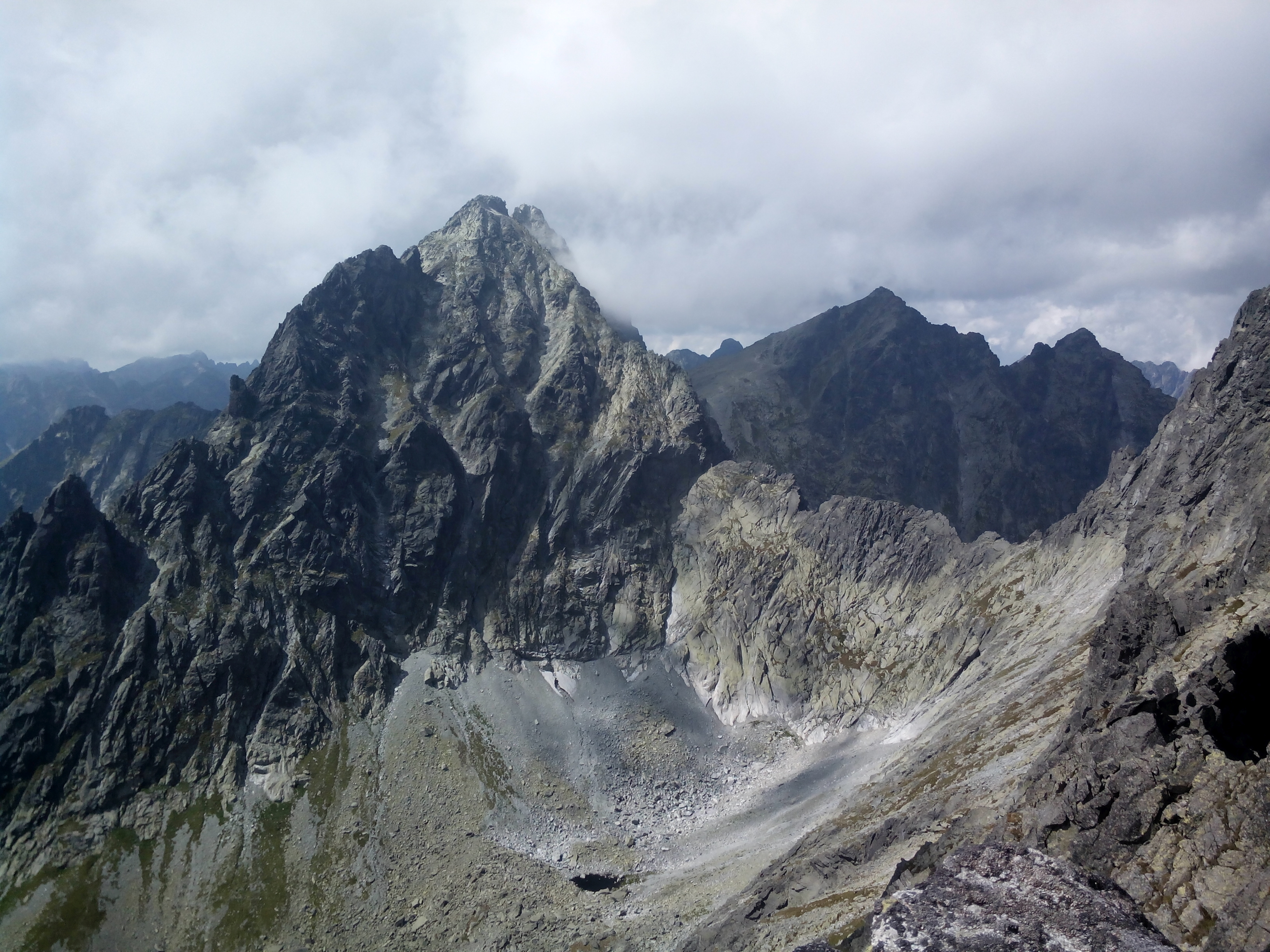
Górne piętro Rumanowej Dolinki

Dolinka Rumanowa (słow. Rumanova dolinka, niem. Rumantal, w węg. Ruman-völgy) – niewielka dolinka w słowackiej części Tatr Wysokich, najbardziej na północ wysunięta odnoga Doliny Złomisk (Zlomisková dolina). Od głównego ciągu tej doliny odgałęzia się na Złomiskiej Równi.
Dolinka Rumanowa jest otoczona:
- od południowego zachodu przez boczną grań Wysokiej biegnącą poprzez Smoczy Szczyt (Dračí štít) i Szarpane Turnie (Ošarpance) do Rumanowej Kopki,
- od północy łukowato wygięta główna grań Tatr Wysokich od Wysokiej (Vysoká) poprzez Zachodnią i Wschodnią Rumanową Czubę, Ganek (Gánok), Rumanowy Szczyt (Rumanov štít) po Żłobisty Szczyt (Zlobivá),
- od wschodu ograniczenie doliny tworzy pokryty piargami, mało wypukły grzbiet ciągnący się od podnóża Zachodni Szczyt Żelaznych Wrót przez Żelazną Płaśń i dalej na południe niski i szeroki grzbiet oddzielający Dolinkę Rumanową od Zmarzłej Kotliny[2].

W Dolince Rumanowej znajdują się Rumanowe Stawy (Rumanové plesá): Rumanowy Staw (Rumanovo pleso) oraz Wyżni Rumanowy Stawek i Rumanowe Oko (Vyšné Rumanovo pliesko, Nižné Rumanovo pliesko). Nie ma żadnego potoku. Niewielkie strugi wody pojawiają się dopiero na progu kilkadziesiąt metrów powyżej Złomiskiej Równi. Próg jest szerokim, średnio stromym rumowiskiem wielkich głazów poprzerastanych trawkami. Z lewej strony łączy się z progiem Złomiskiej Zatoki.
Nazwa doliny upamiętnia przewodnika górskiego Jána Rumana Driečnego młodszego.
Przez Dolinkę Rumanową nie prowadzi żaden znakowany szlak turystyczny. Taternicy bywają tu rzadko, czasami podczas wejścia na Ganek, Rumanowy lub Złobisty Szczyt, czasami wracają przez Wschodnią Rumanową Przełęcz ze wspinaczki na Galerii Gankowej.